# ديف مان
ديف مان (بالإنجليزية: Dave Mann)‏ هو لاعب كرة قدم أمريكية ولاعب كرة القدم الكندية أمريكي، ولد في 2 يونيو 1932 في بيركيلي في الولايات المتحدة، وتوفي في 22 مايو 2012 في تورونتو في كندا بسبب خرف.

## وصلات خارجية
- ديف مان على موقع مرجع كرة القدم المحترفة.كوم (الإنجليزية)